# Severino Bottero
Pour les articles homonymes, voir Bottero.
Severino Bottero, né le 29 août 1957 à Limone Piemonte (province de Coni) et mort le 2 janvier 2006 à Sallanches (Haute-Savoie) dans un accident de la route, est un entraîneur de ski alpin italien.
Il était notamment entraîneur de l'équipe de France pour le slalom géant.